# Kinmei Tennō
Kinmei Tennō (欽明天皇?) (año 509 al 571) fue el vigesimonoveno gobernador imperial del Japón, según el orden tradicional de sucesión, y el primero a quien la historiografía contemporánea asigna fechas claras.
Su padre fue Keitai Tennō y su madre fue la hija de Ninken Tennō, la princesa Tashiraka (手白香皇女?). Era conocido también con el nombre de emperador Amehara Oshiharaki Hironiwa (天国排開広庭尊?). Tras la muerte de su hermano mayor, Senka Tennō en año 539, el emperador Kimmei accedió al trono y trasladó su corte al palacio Shikishima no Kanazashi (磯城嶋金刺宮?) en Yamato. Mononobe no Okoshi y Nakatomi no Kanamura fueron nombrados Ōmuraji y Soga no Iname fue nombrado Ōomi. Aunque la corte imperial no se trasladó hasta la región de Asuka hasta 592, el mandato del emperador Kimmei es considerado por algunos el principio del período Asuka del Japón Yamato, particularmente aquellos que asocian el periodo Asuka principalmente con la introducción del budismo en Japón.
Según el Nihon Shoki, el emperador Kimmei recibió una estatua de bronce de Buda como obsequio del rey de Baekje, Song Myong Wang (聖明王, Seimei Ō) en 552 (No obstante, según el Jōgū Shōtoku Hōō Teisetsu, el budismo fue introducido en 538). Aunque el budismo ya era practicado en Japón por muchos inmigrantes coreanos en este tiempo, este episodio es ampliamente considerado como la introducción oficial de esta religión en el país.
Con la introducción de una nueva religión en la corte, se desarrolló una profunda grieta entre el clan Mononobe, que apoyaba la adoración de las deidades tradicionales japonesas, y el clan Soga, que apoyaba la adopción del budismo. Según un famoso episodio, poco tiempo después de que los Soga comenzasen a adorar a la nueva estatua de Buda, se desató una plaga que los Mononobe atribuyeron a una maldición de las deidades tradicionales como castigo por adorar al dios extranjero. Mononobe no Okoshi y sus hombres lanzaron la estatua a un río en Naniwa e incendiaron el templo que los Soga habían construido para sostenerla.
Debido a varias discrepancias temporales en el relato del emperador Kimmei del Nihon Shoki, algunos creen que era en realidad una corte rival de la de los emperadores Ankan y Senka. De acuerdo con el Nihon Shoki, el emperador Kimmei gobernó hasta su muerte en 571 y fue enterrado en el montículo fúnebre de Hinokuma no Sakai (桧隈坂合陵?) pero una fuerte teoría sostiene que en realidad está enterrado en el túmulo Misemaruyama (見瀬丸山古墳?) localizado en la ciudad de Kashihara (橿原市?).